# Parafia Najświętszej Maryi Panny Matki Kościoła w Sulejówku
Parafia pw. Najświętszej Maryi Panny Matki Kościoła w Sulejówku – parafia rzymskokatolicka należąca do dekanatu sulejóweckiego, diecezji warszawsko-praskiej, metropolii warszawskiej. Erygowana w 1976 roku. Kościół parafialny został zbudowany w latach 1972–1983, znajduje się w nim Obraz Matki Bożej Pocieszenia.